# Dakar (région)
Pour les articles homonymes, voir Dakar (homonymie).
La Région de Dakar est l'une des 14 régions administratives du Sénégal. Occupant la presqu'île du Cap-Vert, elle correspond au territoire de la capitale, Dakar, et de ses banlieues.

## Histoire
La « région du Cap-Vert » créée à l'indépendance en 1960 prend le nom de « région de Dakar » en 1984. En 1972, la région du Cap-Vert est divisée en circonscriptions urbaines contrairement aux autres régions du pays divisées en départements. C'est en 1983 que les trois circonscriptions urbaines sont remplacées en départements : Dakar, Pikine et Rufisque. Le quatrième département : Guédiawaye est instauré en 2002 et le cinquième, Keur Massar, en 2021.

## Organisation territoriale

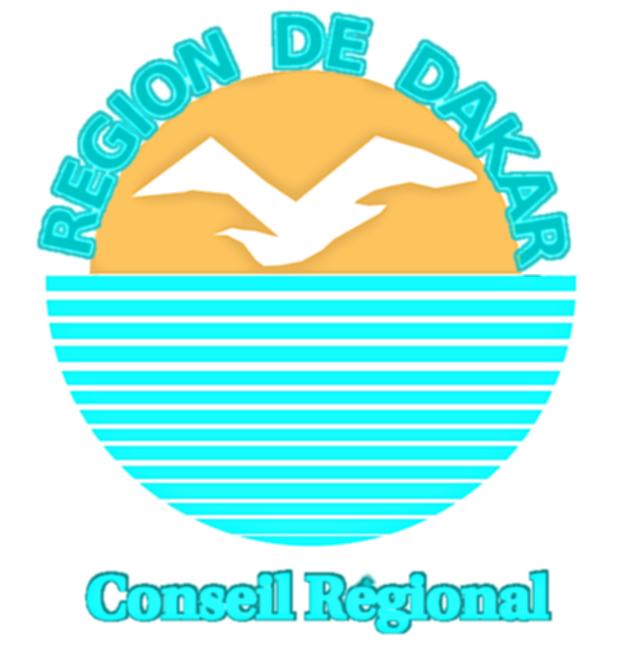
Logo du Conseil régional de Dakar.

Le ressort territorial actuel, ainsi que le chef-lieu des régions, départements et arrondissements sont ceux fixés par un décret du 10 septembre 2008 qui abroge toutes les dispositions antérieures contraires.
La Région de Dakar est constituée de cinq départements et dix arrondissements.
| Départements    | Population (2013) | Superficie km2 | Arrondissements                                              |
| --------------- | ----------------- | -------------- | ------------------------------------------------------------ |
| Dakar           | 1 030 594         | 79             | Almadies • Dakar Plateau • Grand Dakar • Parcelles Assainies |
| Guédiawaye      | 329 659           | 13             | Sam Notaire • Wakhinane Nimzatt                              |
| Keur Massar     | (593 000)         | (>40)          | Jaxxay • Malika • Yeumbeul                                   |
| Pikine          | 1 170 791         | 87             | Pikine Dagoudane • Thiaroye                                  |
| Rufisque        | 490 694           | 372            | Diamniadio • Rufisque • Sangalkam                            |
| Région de Dakar | 2 956 023         | 547            |                                                              |

### Communes
Les localités ayant le statut de commune sont :
- Rufisque (1880)[7] ;
- Dakar (1887)[8] ;
- Pikine (1983) ;
- Bargny (1990) ;
- Guédiawaye (1990)[9] ;
- Sébikhotane (1996) ;
- Diamniadio (2002) ;
- Jaxaay-Parcelles-Niakoul Rab (2011)[10] ;
- Sendou (2011) ;
- Sangalkam (2011).

Depuis 2014, les communautés rurales de l'arrondissement de Sangalkam sont érigées en communes :
- Yenne ;
- Bambylor ;
- Tivaouane Peulh-Niaga.